# 小行星21440
小行星21440（21440 Elizacollins）是一颗绕太阳运转的小行星，为主小行星带小行星。该小行星于1998年3月24日发现。

## 轨道参数
小行星21440的轨道半长轴为2.2604755 UA，离心率为0.074。